# Hylaeus brachycephalus
Hylaeus brachycephalus là một loài Hymenoptera trong họ Colletidae. Loài này được Morawitz mô tả khoa học năm 1868.